# ダミオン・スチュワート
ダミオン・スチュワート（Damion Stewart, 1980年8月18日 - ）は、ジャマイカ出身のサッカー選手。ポジションはディフェンダー。

## 所属クラブ
- ハーバー・ビューFC(en) 2004-2006

→ ブラッドフォード・シティAFC 2005-2006
- クイーンズ・パーク・レンジャーズFC 2006-2010
- ブリストル・シティFC 2010-2012

→ ノッツ・カウンティFC 2012
- ノッツ・カウンティFC 2012-2013
- パハンFA 2013-2015
- ハーバー・ビューFC 2016
- プルリスFA 2016-2017

## 代表
- ジャマイカ代表 1999-2012

57試合出場3ゴール
ガーナ代表戦でデビューした。